# New Ross (Indiana)
New Ross es un pueblo ubicado en el condado de Montgomery en el estado estadounidense de Indiana. En el Censo de 2010 tenía una población de 347 habitantes y una densidad poblacional de 416,08 personas por km².

## Geografía
New Ross se encuentra ubicado en las coordenadas 39°57′53″N 86°42′53″O / 39.96472, -86.71472. Según la Oficina del Censo de los Estados Unidos, New Ross tiene una superficie total de 0.83 km², de la cual 0.83 km² corresponden a tierra firme y (0%) 0 km² es agua.

## Demografía
Según el censo de 2010, había 347 personas residiendo en New Ross. La densidad de población era de 416,08 hab./km². De los 347 habitantes, New Ross estaba compuesto por el 96.83% blancos, el 0% eran afroamericanos, el 0% eran amerindios, el 0% eran asiáticos, el 0% eran isleños del Pacífico, el 0.58% eran de otras razas y el 2.59% pertenecían a dos o más razas. Del total de la población el 1.73% eran hispanos o latinos de cualquier raza.